# Parcs nationaux en Autriche

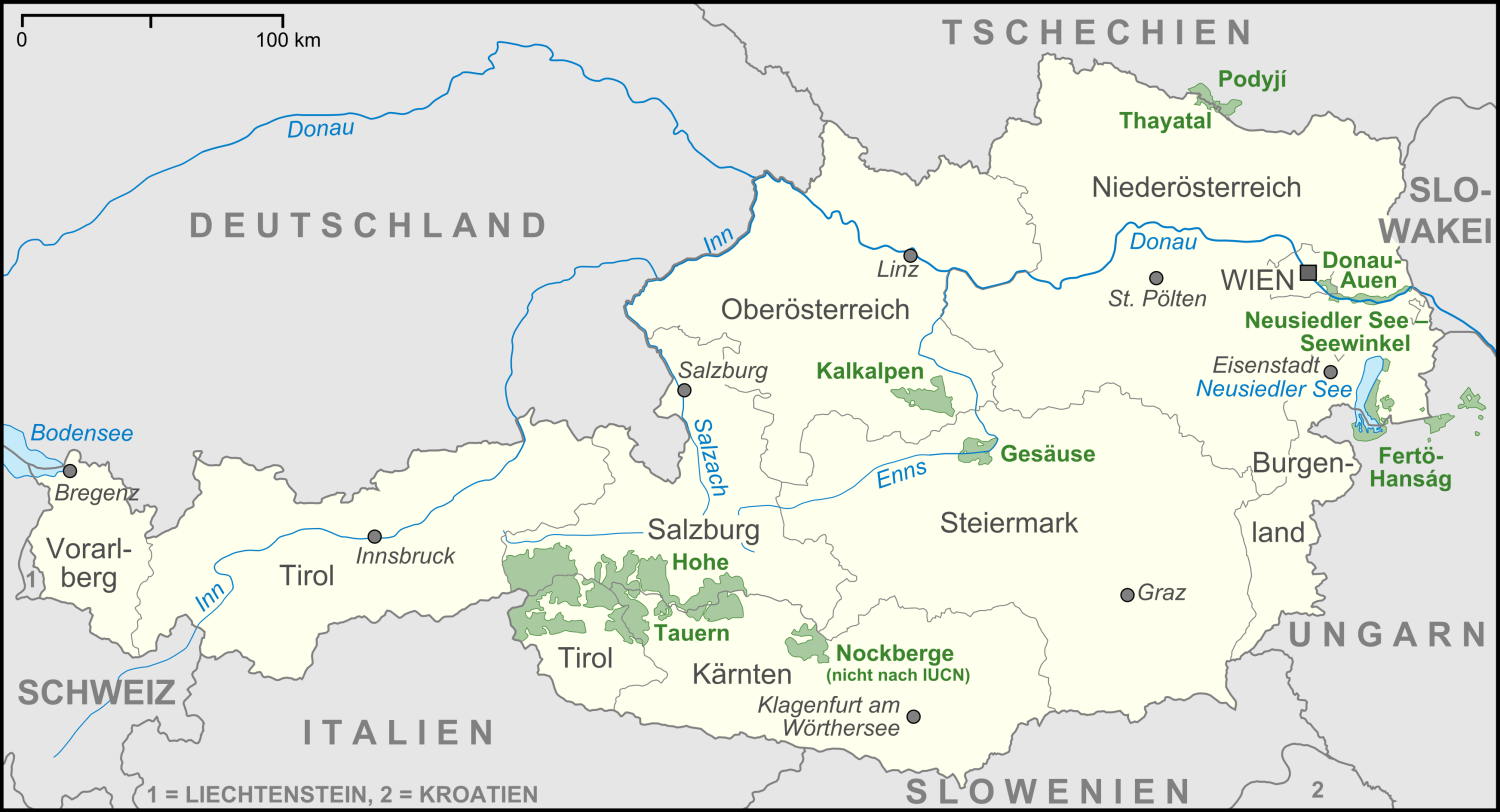
Carte des parcs nationaux d'Autriche

L'Autriche possède 6 parcs nationaux (en allemand : Nationalpark). 
La surface cumulée de ces parcs représente 2 521 km2, soit environ 3 % de la surface du pays.
L'ensemble des parcs nationaux d'Autriche sont classés catégorie II par l'UICN.

## Liste des 6 Nationalparks
| Hohe Tauern |

| Neusiedler See – Seewinkel |

| Danube-Auen |

| Kalkalpen |

| Thayatal |

| Gesäuse |

- Parc faisant partie du patrimoine mondial de l'Unesco et d'un site Ramsar

## Ancien parc national
| Ancien parc national (Nationalpark)                 | Photographie | Localisation | Année de création | Année de sortie | Land      | Surface (ha) | Description                                                           |
| --------------------------------------------------- | ------------ | ------------ | ----------------- | --------------- | --------- | ------------ | --------------------------------------------------------------------- |
| Parc national de Nockberge (Nationalpark Nockberge) |              | Nockberge    | 1987              | 2012            | Carinthie | 18 300       | Couvrant la chaîne des Nockberge dans le massif des Alpes de Gurktal. |
| Nockberge                                           |              |              |                   |                 |           |              |                                                                       |